# قوات الدفاع الملكية الأسترالية
قوات الدفاع الملكية الأسترالية (ADF) هي منظمة عسكرية مسؤولة عن الدفاع عن أستراليا، وتتكون من القوات البحرية الملكية الأسترالية (RAN) والجيش الأسترالي والسلاح الجوي الملكي الأسترالي (الأعراف) وعددا من وحدات «الخدمة الثلاثية». قوة الدفاع الأسترالية لديها قوة من الموظفين بدوام كامل لايتعدى ٧٠٠٠٠٠٠ والاحتياط نشط، ومعتمد من وزارة الدفاع والعديد من الوكالات المدنية الأخرى.
خلال العقود الأولى من القرن العشرين، في الحكومة الأسترالية أنشأت القوات المسلحة ومنظمات مستقلة. وكان كل خدمة مستقلة سلسلة القيادة. في عام 1976، قدمت الحكومة إلى تغيير الاستراتيجية وتأسيس قوة الدفاع الأسترالية لوضع الخدمات في إطار مقر واحد. مع مرور الوقت، ازدادت درجة التكامل والخدمات اللوجستية ثلاثي خدمة المقر، ومؤسسات التدريب والعديد من محل واحد خدمة المؤسسات.
وADF هو متطور تقنيا لكنه صغير نسبيا. على الرغم من قوة الدفاع الأسترالية في 59023 بدوام كامل في الخدمة الفعلية الأفراد، 21850 نشطة الاحتياطيات و22166 احتياطيات الاستعداد جعلها أكبر قوة عسكرية في أوقيانوسيا، فإنه لا يزال أصغر من معظم الجيوش الآسيوية. ومع ذلك، يتم اعتماد الميزانية من قبل قوة الدفاع الأسترالية كبيرا وفقا للمعايير في جميع أنحاء العالم وقادرة على نشر قوات في مواقع متعددة من خارج أستراليا.

## دور

### الوضع القانوني
ويعتمد الوضع القانوني للADF على الأقسام الحكومة التنفيذية من الدستور الأسترالي. المادة 51 (السادس) يعطي حكومة الكومنولث القدرة على جعل القوانين المتعلقة قوات الدفاع والدفاع في أستراليا. المادة 114 من الدستور يمنع الولايات من رفع القوات المسلحة دون الحصول على إذن من الكومنولث والقسم 119 يعطي المسؤولية الكومنولث للدفاع عن أستراليا من الغزو ويحدد الشروط التي يمكن للحكومة ان نشر قوات الدفاع محليا.
المادة 68 من الدستور يحدد ترتيبات الأمر في ADF. وينص القسم على أن «تناط الأمر في قائد القوات البحرية والعسكرية للكومنولث في الحاكم العام وممثل الملكة». في الممارسة العملية، ومع ذلك، فإن الحاكم العام لا يلعب دورا نشطا في هيكل القيادة في ADF وتسيطر على الحكومة المنتخبة في ADF. وزير الدفاع وعدد من الوزراء التابعين ممارسة هذه السيطرة. وزير يعمل على معظم المسائل وحدها، على الرغم من أن لجنة الأمن القومي في مجلس الوزراء (NSC) تعتبر المسائل الهامة. وزير ثم ينصح الحاكم العام الذي يتصرف كما نصحت في شكل طبيعي من الحكومة التنفيذية. لم يكن مطلوبا من حكومة الكومنولث بموجب الدستور أو التشريع للحصول على موافقة البرلمان على قرارات لنشر قوات عسكرية في الخارج أو الذهاب إلى الحرب.

### أولويات الحالية
وأطلق سراح الدفاع رقة بيضاء الأخيرة من قبل حكومة حزب العمال الأسترالية جيلارد مايو 2013. وسعت لوصف التحديات الأمنية التي تواجه أستراليا والمبينة دورا مناسبا ل، وهيكل، وADF لمواجهة هذه التحديات. لم الوثيقة لن يدوم طالما بيان السياسة الدفاعية الأسترالية، ولكن. رئيس الوزراء كيفين رود يفضل المواقف التي اتخذت في ورقة بيضاء أعدت في أول رئاسة الوزراء له (الدفاع عن أستراليا في القرن آسيا والمحيط الهادئ: قوة 2030) 2009 خلال عودة قصيرة له إلى المكتب بين يونيو وسبتمبر عام 2013، ورئيس الوزراء المقبل توني ابوت التزمت وضع ورقة بيضاء جديدة بحلول عام 2015.
وتشير وزارة الدفاع 2014-15 بيان الميزانية محفظة الأولويات الدفاعية للحكومة. وتنص الوثيقة على أن «التركيز الأساسي الدفاع للا يزال لحماية وتعزيز المصالح الاستراتيجية لاستراليا من خلال توفير القوات المسلحة أعدت بشكل مناسب ومجهز»، وأن ورقة بيضاء جديدة سوف «تحدد اتجاه الحكومة إستراتيجية وخطة الدفاع». تشمل إدارة التحول عن فترة العمليات القتالية وعمليات حفظ السلام إلى موقف أقل نشاطا لADF الأولويات المحددة للسنة المالية 2014-15. التحضير للفرص والتحديات الناشئة؛ تعميق المشاركة مع القوات العسكرية في البلدان التي لديها علاقات جيدة أستراليا. والحفاظ على القوات في أفغانستان والخليج العربي. وجاء في الوثيقة أيضا أن ADF سوف تواصل تحسين قدراتها من خلال الاستحواذ على معدات جديدة وإجراء إصلاحات تنظيمية.

## التاريخ

### تشكيل

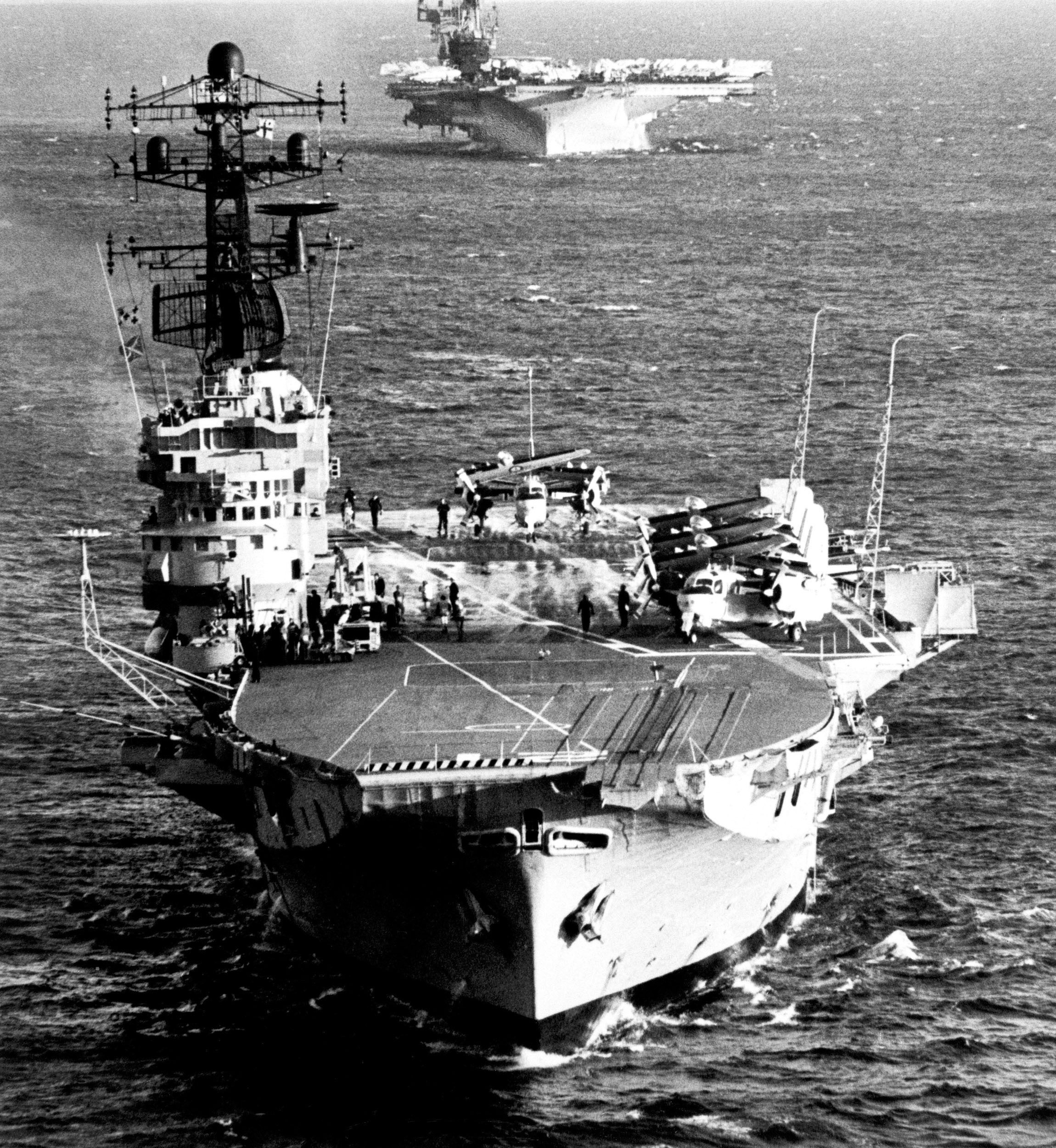
تقاعد HMAS ملبورن دون استبدال في عام 1982 تحولا بعيدا عن سياسة "الدفاع إلى الأمام"

حافظت أستراليا القوات العسكرية منذ الاتحاد كأمة في يناير كانون الثاني بعد فترة وجيزة 1901. الاتحاد، أنشأت الحكومة الأسترالية القوات البحرية الأسترالية الجيش والكومنولث بواسطة دمج القوات كان كل من الدول الحفاظ عليها. وفي عام 1911، أنشأت الحكومة البحرية الملكية الأسترالية، التي استوعبت القوات البحرية الكومنولث. أنشئت الجيش سلاح الطيران الأسترالية في عام 1912 على الرغم من أن هذا فصل لتشكيل سلاح الجو الملكي الأسترالي في 1921. الخدمات لم ترتبط بسلسلة واحدة للقيادة، كما ذكرت كل وزير منفصلة خاصة بهم، وكان من ترتيبات إدارية منفصلة. وشهدت الخدمات الثلاثة العمل في جميع أنحاء العالم خلال الحرب العالمية الأولى والحرب العالمية الثانية، وشاركت في النزاعات في آسيا خلال الحرب الباردة.
وقدم على أهمية حرب «المشتركة» واضحة للجيش الأسترالي خلال الحرب العالمية الثانية عندما خدم في كثير من الأحيان وحدات البحرية والبرية والجوية الأسترالية كجزء من الأوامر واحدة. بعد الحرب، ضغطت عدد من كبار المسؤولين لتعيين القائد العام للخدمات الثلاث. رفضت الحكومة هذا الاقتراح وبقيت الخدمات الثلاث مستقلة تماما. أدى غياب السلطة المركزية في ضعف التنسيق بين الخدمات، مع كل خدمة المنظمة وتعمل على أساس عقيدة عسكرية مختلفة.
تلقت الحاجة إلى هيكل قيادة متكامل مزيد من التركيز نتيجة للترتيبات غير فعالة مما أعاق جهود الجيش خلال حرب فيتنام في بعض الأحيان. وفي عام 1973، قدم الأمين من وزارة الدفاع، آرثر تانغي، تقريرا ل الحكومة التي أوصى توحيد إدارات منفصلة دعم كل خدمة في وزارة واحدة للدفاع وإنشاء منصب رئيس أركان الدفاع قوة. قبلت الحكومة هذه التوصيات وأنشئت قوة الدفاع الأسترالية يوم 9 فبراير 1976.

### الدفاع أستراليا عهد

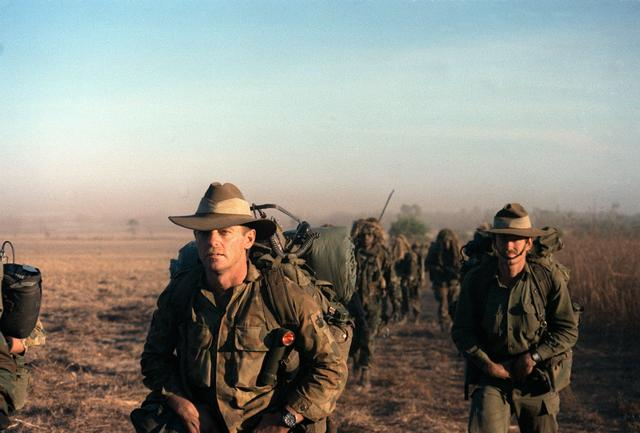
الجنود الأستراليين يؤدي عمود من القوات الأميركية خلال ممارسة الكنغر '89، التي عقدت في شمال أستراليا.

حتى 1970، والاستراتيجية العسكرية أستراليا تركزت على مفهوم «الدفاع إلى الأمام»، والتي كان دور الجيش الأسترالي للتعاون مع قوات التحالف لمواجهة التهديدات في المنطقة أستراليا. في عام 1969، عندما بدأت الولايات المتحدة للعقيدة غوام وانسحب البريطانيون «شرق السويس»، وضعت أستراليا سياسة الدفاع مؤكدا الاعتماد على الذات من القارة الأسترالية. كان يعرف هذا دفاع عن سياسة أستراليا. في إطار هذه السياسة، كان التركيز من التخطيط الدفاعي الأسترالي لحماية النهج أستراليا شمال البحرية (الفجوة البحر الهواء) ضد هجوم العدو. وتماشيا مع هذا الهدف، تم إعادة هيكلة ADF لزيادة قدرتها على ضرب قوات العدو من قواعد الأسترالية ومواجهة الغارات على أستراليا القارية. حقق ADF هذا عن طريق زيادة قدرات RAN والأعراف ونقل وحدات الجيش العادية إلى شمال أستراليا.
في هذا الوقت، كان ADF أي وحدات عسكرية على نشر العمليات خارج أستراليا. في عام 1987، أدلى ADF أول نشر عملياتها كجزء من عملية موريس الرقص، الذي العديد من السفن الحربية وشركة بندقية المنتشرة في المياه قبالة فيجي ردا على الانقلابات عام 1987 الفيجية الانقلاب. بينما ناجحة على نطاق واسع، وأبرز هذا الانتشار على ضرورة ADF لتحسين قدرتها على الاستجابة السريعة لأحداث غير متوقعة.
منذ أواخر 1980، ودعت الحكومة بشكل متزايد على ADF للمساهمة القوات لبعثات حفظ السلام في جميع أنحاء العالم. في حين أن معظم عمليات الانتشار هذه المشاركة سوى عدد قليل من المتخصصين، عدة أدت إلى نشر مئات من الموظفين. تم إجراء عمليات نشر كبيرة لحفظ السلام إلى ناميبيا في أوائل عام 1989، كمبوديا بين عامي 1992 و 1993 والصومال في عام 1993، ورواندا بين عامي 1994 و 1995 وبوغانفيل في عام 1994 ومن عام 1997 فصاعدا.
كانت مساهمة الأسترالية لحرب الخليج عام 1991 أول مرة تم نشر أفراد الأسترالي إلى منطقة حرب نشطة منذ تأسيس ADF. على الرغم من أن السفن الحربية والتخليص فريق الغوص المنتشرة في الخليج العربي لا يرى القتال، واختبار القدرات ونشر هيكل القيادة في ADF. في أعقاب الحرب البحرية المنتشرة بانتظام فرقاطة إلى الخليج العربي أو البحر الأحمر لفرض العقوبات التجارية المفروضة على العراق.

### تيمور الشرقية وبعد

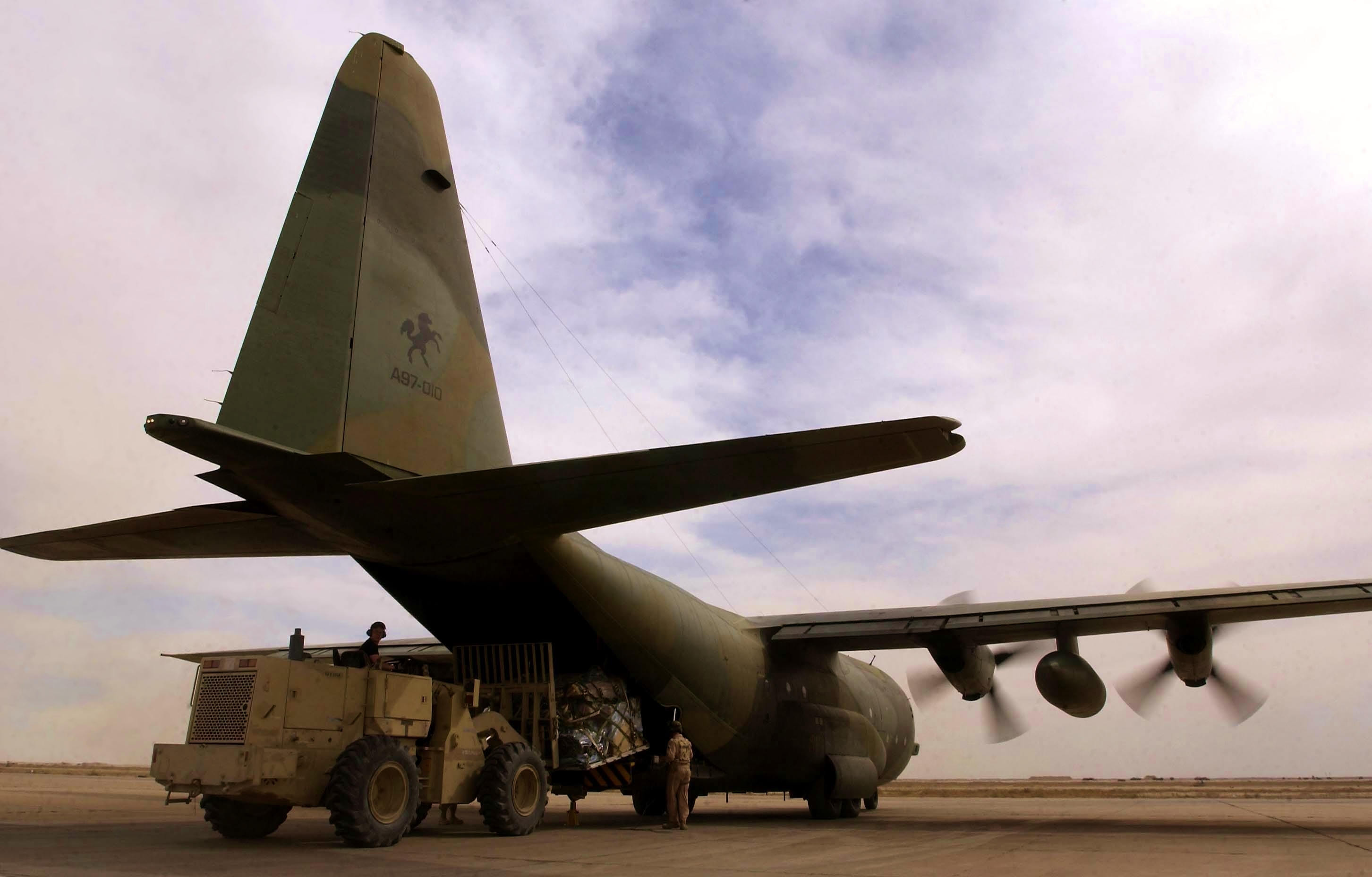
RAAF C-130 هيركوليز يجري تفريغها في قاعدة طليل الجوية، العراق، خلال شهر أبريل 2003

في عام 1996، قاد جون هوارد الحملة الانتخابية للحزب الليبرالي وأصبح رئيس الوزراء. بعد ذلك، كانت هناك إصلاحات كبيرة في هيكل القوة قوة الدفاع الأسترالية ودورها. وضعت إستراتيجية الدفاع في الحكومة الجديدة تركيز أقل على الدفاع عن أستراليا من هجوم مباشر وزيادة التركيز على العمل بالتعاون مع دول المنطقة وحلفاء أستراليا على إدارة التهديدات الأمنية المحتملة. ومنذ عام 1997 نفذت الحكومة أيضا سلسلة من التغييرات في هيكل القوة ADF في محاولة لزيادة نسبة من وحدات قتالية لدعم وحدات وتحسين الفعالية القتالية للADF.
أدت تجارب ADF خلال نشر إلى تيمور الشرقية في عام 1999 إلى تغييرات كبيرة في السياسات الدفاعية أستراليا وإلى تعزيز قدرة ADF لإجراء عمليات خارج أستراليا. كان هذا الانتشار الناجح أول مرة قوة عسكرية كبيرة الأسترالية تعمل خارج أستراليا منذ حرب فيتنام وكشفت أوجه القصور في قدرة ADF لجبل ودعم هذه العمليات.
في عام 2000، أصدرت الحكومة الدفاع الجديد ورقة بيضاء والدفاع 2000 - لدينا قوة دفاع المستقبل الذي وضع مزيد من التركيز على إعداد ADF للنشر في الخارج. ارتكبت الحكومة لتحسين قدرات ADF من خلال تحسين الاستعداد وتجهيز وحدات ADF، وتوسيع ADF وزيادة نفقات الدفاع الحقيقي بنسبة 3٪ سنويا; في هذا الحدث، زادت النفقات بنسبة 2.3٪ سنويا من حيث القيمة الحقيقية في الفترة إلى 2012-13. في عام 2003 و 2005، أكد التحديثات الدفاع هذا التركيز على عمليات التدخل السريع وأدت إلى توسيع وتحديث ADF.
منذ عام 2000، وقد وضعت قدرات هيكلة القوة وانتشارها توسيع ADF إلى اختبار على عدد من المناسبات. في أعقاب هجمات 11 سبتمبر الارهابية عام 2001 على الولايات المتحدة، أستراليا ارتكبت مجموعة خاصة من قوات المهام وطائرة التزود بالوقود من الجو إلى الجو للعمليات في أفغانستان، والسفن الحربية البحرية إلى الخليج العربي باسم عملية النعال. في عام 2003، استغرق حوالي 2,000 أفراد قوة الدفاع الأسترالية، بما في ذلك مجموعة من قوات المهام الخاصة، ثلاث سفن حربية و 14 طائرة هورنيت F / A-18، شارك في غزو العراق.
في وقت لاحق في عام 2003، وعناصر من جميع الخدمات الثلاث المنتشرة في جزر سليمان كجزء من بعثة المساعدة الإقليمية إلى جزر سليمان. في أواخر عام 2004، نشر أكثر من 1,000 أفراد قوة الدفاع الأسترالية في اندونيسيا في عملية سومطرة مساعدة في أعقاب الزلزال المحيط الهندي عام 2004 . وفي مايو 2006، نشرت حوالي 2,000 أفراد قوة الدفاع الأسترالية إلى تيمور الشرقية في عملية استوت بعد الاضطرابات بين عناصر من قوات الدفاع تيمور الشرقية.

### العمليات الحالية
في يناير كانون الثاني عام 2014، وتم نشر حوالي 2,200 أفراد قوة الدفاع الأسترالية على العمليات في الأراضي الأسترالية والخارج. حوالي 800 من هؤلاء الموظفين كانوا يشاركون في المهام الأمنية البحرية المحلية.

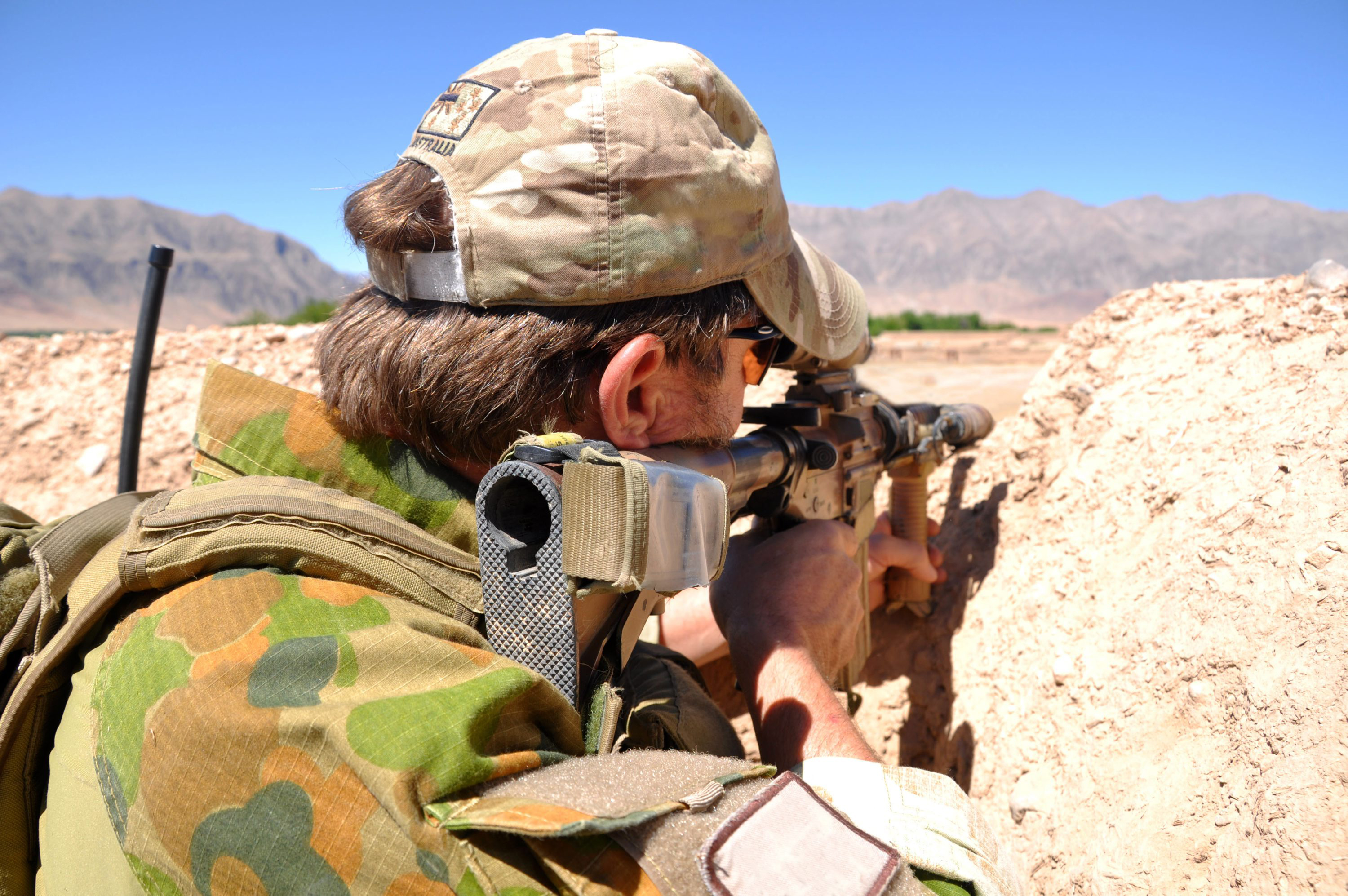
جندي المجموعة مهام العمليات الخاصة في أفغانستان خلال عام 2010

لديه حاليا عدة ADF القوات المنتشرة في منطقة الشرق الأوسط. مساهمة ADF إلى التحالف الدولي ضد الإرهاب في أفغانستان (المعين عملية النعال) هي أكبر نشر ADF، مع حوالي 500 فرد في البلاد في أي وقت. يتضمن عملية النعال أيضا نشر واحدة من فرقاطات RAN بحر العرب وخليج عدن على مكافحة القرصنة والواجبات الاعتراض البحري. وعموما، تم نشر حوالى 800 فرد إلى مناطق في الشرق الأوسط غير أفغانستان كجزء من العملية. ويتمركز الكثير من هؤلاء الأفراد في القاعدة الجوية آل Minhad في دولة الإمارات العربية المتحدة. القوة الأسترالية في العراق تقتصر الآن على أربعة ضباط تعلق على بعثة الأمم المتحدة لمساعدة العراق. وأيضا ADF يحافظ ثلاث مساهمات صغيرة مجموعها 57 موظفين في عمليات حفظ السلام في الشرق الأوسط وأفريقيا. تأتي جميع وحدات قوة الدفاع الأسترالية في الشرق الأوسط تحت القيادة العامة لقوة المهام المشتركة 633، الذي يقع في منطقة القاعدة الجوية Minhad المقر.

### الاتجاهات المستقبلية

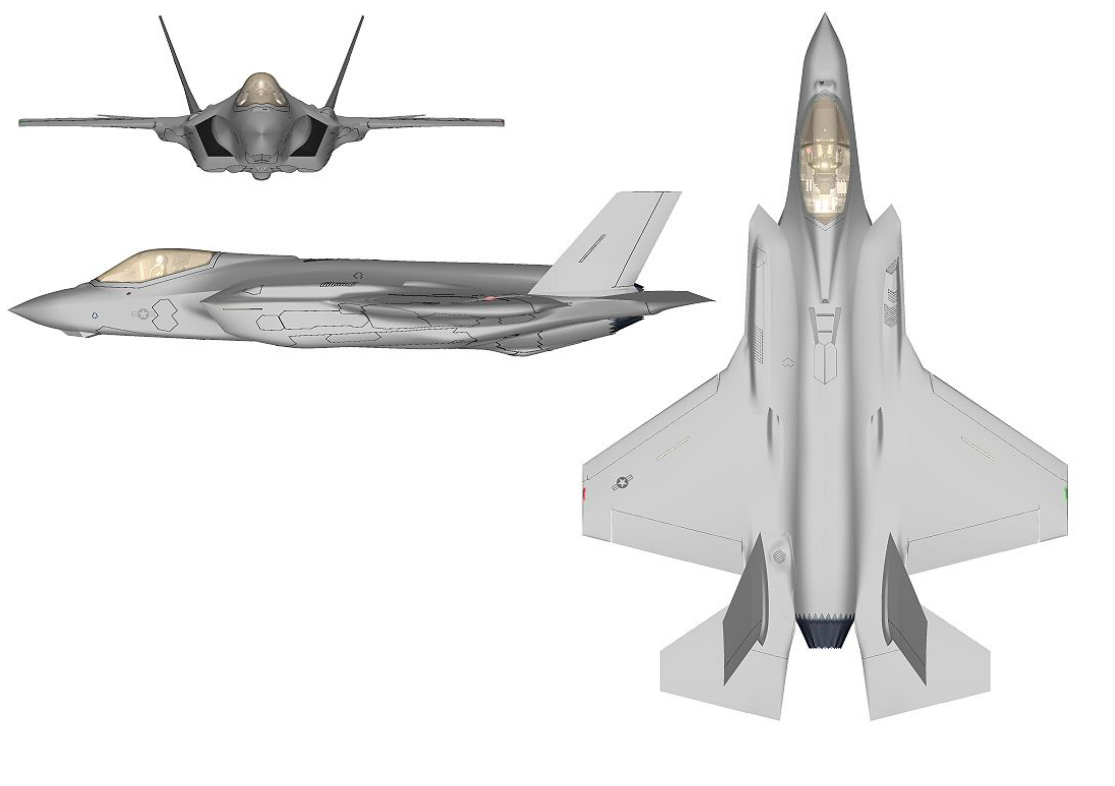
تعتزم الحكومة الأسترالية لشراء 72 على الأقل F-35A البرق II طائرات لإعادة تجهيز القوة RAAF القتال الجوي بين عامي 2014 و 2021

البيئة الأمنية المتغيرة أستراليا سيؤدي إلى المطالب الجديدة التي وضعت على قوة الدفاع الأسترالية. على الرغم من أنه ليس من المتوقع أن أستراليا سوف يواجه أي خطر هجوم مباشر والجماعات الإرهابية والتوترات بين الدول في شرق آسيا تشكل تهديدا للأمن الأسترالي. حكومات غير مستقرة في كثير من بلدان جنوب المحيط الهادئ قد يؤدي إلى بعض هذه البلدان تصبح الدول الفاشلة في المستقبل. ويجوز للدول مثل فيجي تتطلب التدخلات التي يقودها الجيش الأسترالية لاستعادة الحكومة المدنية.
والاتجاهات الديموغرافية الأسترالية الضغط على ADF في المستقبل. باستثناء العوامل الأخرى، فإن شيخوخة السكان الأستراليين يؤدي إلى عدد أقل من المجندين المحتملين الذين يدخلون سوق العمل كل عام الأسترالي. بعض التوقعات إلى أن شيخوخة السكان سيؤدي إلى تباطؤ النمو الاقتصادي وزيادة الإنفاق الحكومي على الرواتب التقاعدية والبرامج الصحية. ونتيجة لهذه الاتجاهات، وشيخوخة السكان في أستراليا قد تفاقم الوضع القوى العاملة ADF، ويمكن أن تجبر الحكومة على إعادة تخصيص بعض من ميزانية الدفاع. وبالإضافة إلى ذلك، والنظر في عدد قليل نسبيا من الشبان الأستراليين الانضمام إلى الجيش وADF أن تنافس على المجندين ضد شركات القطاع الخاص التي هي قادرة على تقديم رواتب أعلى.
وقد وضعت استراتيجيات ADF للرد على تغيير قاعدة البيئة والسكان الاستراتيجية في أستراليا. وتشمل هذه الاستراتيجيات توسيع ADF وإدخال معدات جديدة لزيادة الوزن الاستراتيجي في أستراليا. للحفاظ على الصدارة في أستراليا النوعي على الدول المجاورة تعتزم ADF لإدخال تكنولوجيات جديدة والحفاظ على جودة عالية من التدريب العسكري الأسترالي. وتسعى ADF أيضا لوضع وتنفيذ التكتيكات العسكرية المحسنة على أساس التكامل بين التكنولوجيا وأفضل تعاون بين الخدمات.

## الهيكل الحالي

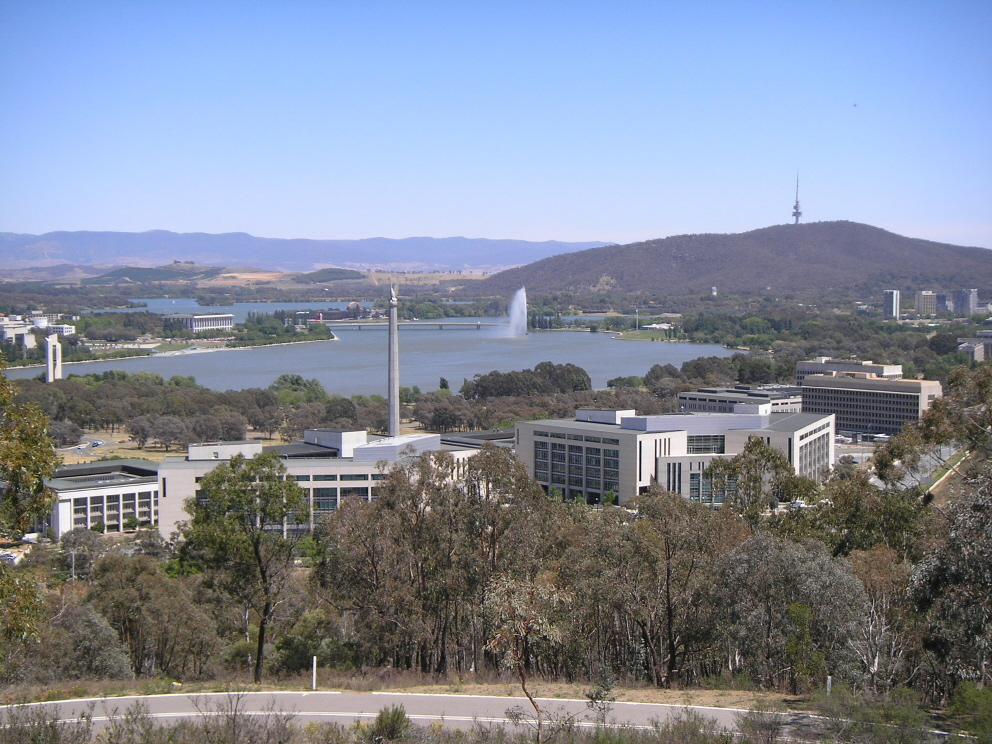
ويقع المقر الرئيسي ADF والمكاتب الرئيسية لوزارة الدفاع في مكاتب روسل مجمع في كانبيرا.

قوة الدفاع الأسترالية، وزارة الدفاع والدفاع العتاد منظمة (DMO) تشكل منظمة الدفاع الأسترالية (ADO)، التي غالبا ما يشار إليها باسم «الدفاع». والحكومة الثنائية من رئيس قوة الدفاع (CDF) وأمين وزارة الدفاع تدير ADO. وADF هو العنصر العسكري للADO ويتكون من القوات البحرية الملكية الأسترالية (RAN)، والجيش الأسترالي وسلاح الجو الملكي الأسترالي (الأعراف).
ويعمل في وزارة الدفاع من قبل كل من الأفراد المدنيين والعسكريين، ويشمل وكالات مثل DMO، منظمة الدفاع الاستخبارات (DIO) وعلوم الدفاع ومنظمة التكنولوجيا (DSTO). مشتريات DMO ويحافظ على معدات الدفاع. يوفر DSTO دعم العلم والتكنولوجيا لقوات الدفاع.

### ترتيبات القيادة
يتم تحديد ترتيبات الأمر ADF في قانون الدفاع (1903) والتشريعات المرؤوس. ينص هذا القانون أن وزير الدفاع «يكون له الرقابة العامة وإدارة قوات الدفاع»، وأن قوات الدفاع المدني، أمين وزارة الدفاع ورؤساء الاجهزة الثلاثة يجب أن تعمل «وفقا لأي توجيهات من الوزير». قادة ADO هي أيضا مسؤولة أمام الوزراء المبتدئين الذين يتم تعيينهم لإدارة عناصر محددة من حقيبة الدفاع. السيناتور ديفيد جونستون هو وزير الدفاع الحالي، روبرت ستيوارت هو مساعد وزير الدفاع ودارين تشيستر الأمين البرلماني الدفاع.
قوات الدفاع المدني هو تعيين كبار في ADF. قوات الدفاع المدني يسيطر على ADF، وهو نظريا على المساواة وزير الدفاع، والموظف العام معظم كبار في وزارة الدفاع. وCDF هو الضابط الوحيد من فئة الأربع نجوم في ADF وهو عامة، أو الأميرال رئيس المارشال الجوي. بالإضافة إلى مسؤوليات قيادتهم، وCDF هو أيضا وزير الدفاع المستشار العسكري الرئيسي. قائد القوات الجوية المارشال كافة Binskin هو CDF الحالي، وتولى هذا المنصب في 30 حزيران 2014. هيو الأبيض، وهو أكاديمي بارز ونائب وزير سابق في وزارة الدفاع، وانتقد هيكل القيادة الحالي في ADF. يقول وايت أن وزير يلعب دورا كبيرا جدا في عملية صنع القرار العسكري ولا يوفر CDF وزير الدفاع مع السلطة اللازمة والكافية لإدارة ADO على نحو فعال.
تحت هيكل قيادة قوة الدفاع الأسترالية الحالي إدارة يوما بعد يوم من ADF تتميز عن قيادة العمليات العسكرية. تدار والخدمات من خلال ADO، مع رئيس كل خدمة (رئيس البحرية، رئيس الجيش وقائد القوة الجوية) ومقر الخدمة بأنها مسؤولة عن رفع والتدريب ودعم القوات المقاتلة. هيئة الأركان هي أيضا المستشار الرئيسي للCDF حول المسائل المتعلقة بمسؤوليات خدمتهم.
في حين أن أفراد كل خدمة تفيد في نهاية المطاف إلى رئيس خدمتهم، ورؤساء لا نتحكم العمليات العسكرية. تمارس مراقبة العمليات ADF من خلال سلسلة القيادة الرسمية برئاسة رئيس العمليات المشتركة (CJOPS)، الذي يقدم تقاريره مباشرة إلى CDF. وCJOPS أوامر مقر قيادة العمليات المشتركة (HQJOC)، وكذلك فرق عمل مشتركة مؤقتة. وتضم هذه القوات مهمة مشتركة الوحدات المخصصة من خدمتهم للمشاركة في عمليات أو تدريبات.

### القوات القتالية المشتركة

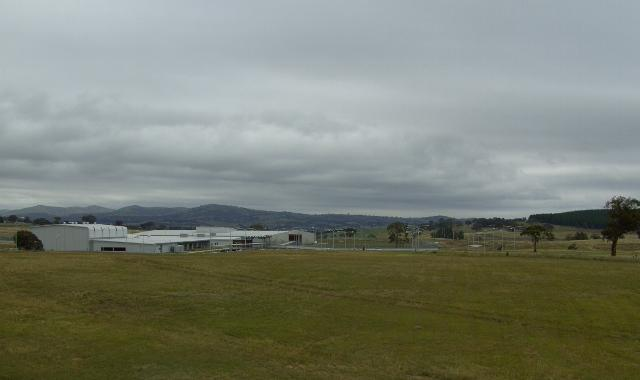
جزء من مجمع HQJOC بالقرب Bungendore

وتمارس قيادة العمليات من ADF بواسطة HQJOC، والذي يقع في منشأة بنيت لهذا الغرض بالقرب Bungendore، نيو ساوث ويلز. هذا هو المقر المشترك "التي تضم أفراد من الخدمات الثلاث، ويتضمن مركز المراقبة المشتركة المأهولة بشكل مستمر. دور HQJOC الرئيسي هو "الخطة ومراقبة والسيطرة" العمليات ADF والتدريبات، ويتم تنظيم حولها مجموعة من الخطط والعمليات وموظفي الدعم. كما ترصد HQJOC جاهزية الوحدات ADF التي لم يتم تعيينها إلى العمليات ويساهم في تطوير العقيدة العسكرية في أستراليا.
وكذلك HQJOC، وADF لديها عدد من الأوامر التشغيلية المشتركة الدائمة مسؤولة أمام القطع. قيادة العمليات المشتركة (اللجنة الأولمبية الأردنية) تضم مقر اثنين المسؤولة عن دوريات الحدود البحرية في أستراليا على أساس يوما بعد يوم، القيادة الشمالية وقيادة حماية الحدود. وتشمل وحدات أخرى JOC مجموعة الحركات المشتركة ومركز العمليات الجوية والفضائية. وبالإضافة إلى ذلك، يتم تعيين وحدة ADF الفردية والمجموعات المهام المشتركة إلى اللجنة الأولمبية الأردنية أثناء العمليات، ويشمل HQJOC الضباط المسؤولين عن

### البحرية الملكية الأسترالية
في البحرية الملكية الأسترالية (RAN) هو فرع البحرية قوة الدفاع الأسترالية. وRAN يعمل 74 السفن من جميع الأحجام، بما في ذلك فرقاطات وغواصات وزوارق دورية وسفن المساعدة. وRAN هو واحد من أحدث الأساطيل في المحيط الهادئ، وهي مسؤولة عن الدفاع عن المياه الأسترالية وإجراء عمليات في أماكن بعيدة.
هناك شقان لهيكل الرتب. واحد هو قيادة العمليات، قيادة الأسطول، والآخر هو أمر الدعم، القيادة الاستراتيجية البحرية. تدار الأصول البحرية من خلال «القوات» الأربعة التي تقدم إلى قائد الأسطول الأسترالي. هذه هي الأسطول الجوي ذراع، وحرب الألغام والتخليص الغوص، الهيدروغرافية، للأرصاد الجوية والقوة باترول، قوة غواصات والقوة. جميع القواعد البحرية في جميع أنحاء أستراليا أيضا تقريرا إلى الأسطول الأسترالي القائد.

### الجيش الأسترالي

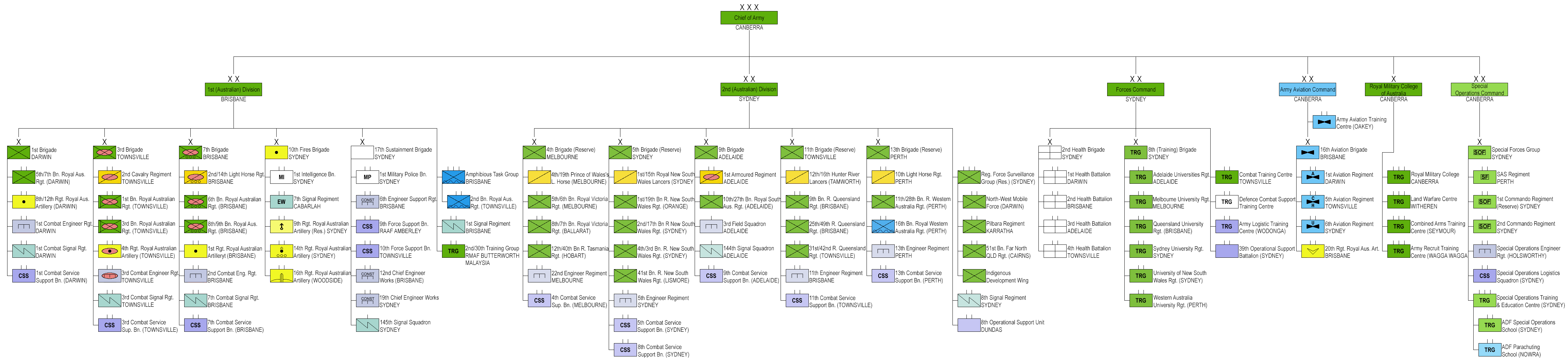
بنية الجيش الأسترالي في عام 2025

الجيش الأسترالي هو القوة العسكرية البرية في أستراليا. في حين أن الجيش الأسترالي هو أساسا قوة مشاة خفيفة، ويجري حاليا "تصلب والشبكات 'انها وسعت لتمكينها من إجراء أعلى كثافة العمليات.
ويتم تنظيم الجيش إلى ثلاثة عناصر رئيسية هي التي ترفع تقاريرها إلى رئيس الجيش. مقر شعبة 1، قيادة العمليات الخاصة وقيادة القوات. 1 مقر الفرقة مسؤولة عن الأنشطة التدريبية رفيعة المستوى وغير قابلة للنشر لقيادة عمليات برية واسعة النطاق. أنها لا تملك أي وحدات قتالية تعيين دائم إليها، على الرغم من أنه أوامر وحدة خلال أنشطة التدريب والجاهزية القتالية لاند تقارير المركز إلى مقر الفرقة. معظم وحدات الجيش تقريرا إلى قيادة القوات المسؤولة عن الإشراف على استعدادهم وإعدادهم للعمليات. قيادة العمليات الخاصة مسؤول عن إعداد وحدات القوات الخاصة في ADF لنشر التشغيلية. وجاءت هذه المنظمة حيز التنفيذ خلال شهر يناير 2011؛ قبل هذا الوقت تم تعيين ثلاثة ألوية العادية للجيش بشكل دائم إلى شعبة 1 المقر.
يتم تجميع القوات القتالية الرئيسية في الجيش الأسترالي في الألوية. تضم هذه الآلية لواء واء 1، لواء المشاة الخفيفة واء 3، لواء واء 7 الميكانيكية، ستة ألوية جيش الاحتياط، لواء الطيران (اللواء 16)، والدعم القتالي وISTAR واء (لواء 6) والخدمات اللوجستية لواء (لواء 17). تشكيلات تكتيكية الرئيسية للجيش هي القتالية التي تشكلت حول مقر تشكيل بحجم الكتيبة.
قيادة العمليات الخاصة (SOC) أوامر وحدات القوات الخاصة في ADF. ويضم فوج الخدمة الجوية الخاصة، فوجين الكوماندوز والعمليات الخاصة المهندس فوج وإشارات والخدمات اللوجستية ووحدات التدريب. وقد تم توسيع وحدات القوات الخاصة في الجيش منذ عام 2001 ومجهزة جيدا وقابلا للنشر عن طريق البحر، الهواء أو الأرض.

### سلاح الجو الملكي الأسترالي
سلاح الجو الأسترالي الملكي (الأعراف) هو فرع القوات الجوية من ADF. وRAAF ديه القتالية الحديثة وطائرات النقل وشبكة من قواعد في مواقع إستراتيجية في جميع أنحاء أستراليا.
خلافا لغيرها من الخدمات، وRAAF ليس لديها سوى قيادة العمليات واحد، RAAF القيادة الجوية، والذي يتضمن مجموعة تدريب القوة الجوية. RAAF القيادة الجوية هي الذراع التشغيلي للRAAF ويتكون من القتال أيضا مجموعة الهواء، الهواء ارفع مجموعة مراقبة وفريق الاستجابة، مكافحة فريق الدعم وفريق الدعم التشغيلي الفضاء. وتتكون كل مجموعة من عدد من الأجنحة.
وRAAF ديه ثمانية عشر أسراب الطيران. أربعة أسراب القتال، سربين للدوريات البحرية، خمسة أسراب النقل وستة أسراب التدريب (بما في ذلك ثلاث وحدات التشغيل والتحويل إلى الأمام المراقبة الجوية سرب التدريب) واحدة الإنذار المبكر المحمول جوا وسرب التحكم. يشمل سلاح الجو أيضا رحلة مستقلة واحدة (رقم 5 رحلة). وهناك عدد كبير من وحدات الدعم الأرضي دعم هذه أسراب الطيران، بما في ذلك ثلاثة أسراب مقاتلة التدخل السريع الدعم، سربين الدفاع المطار والاتصالات والرادار والوحدات الطبية.

## الدعم اللوجستي

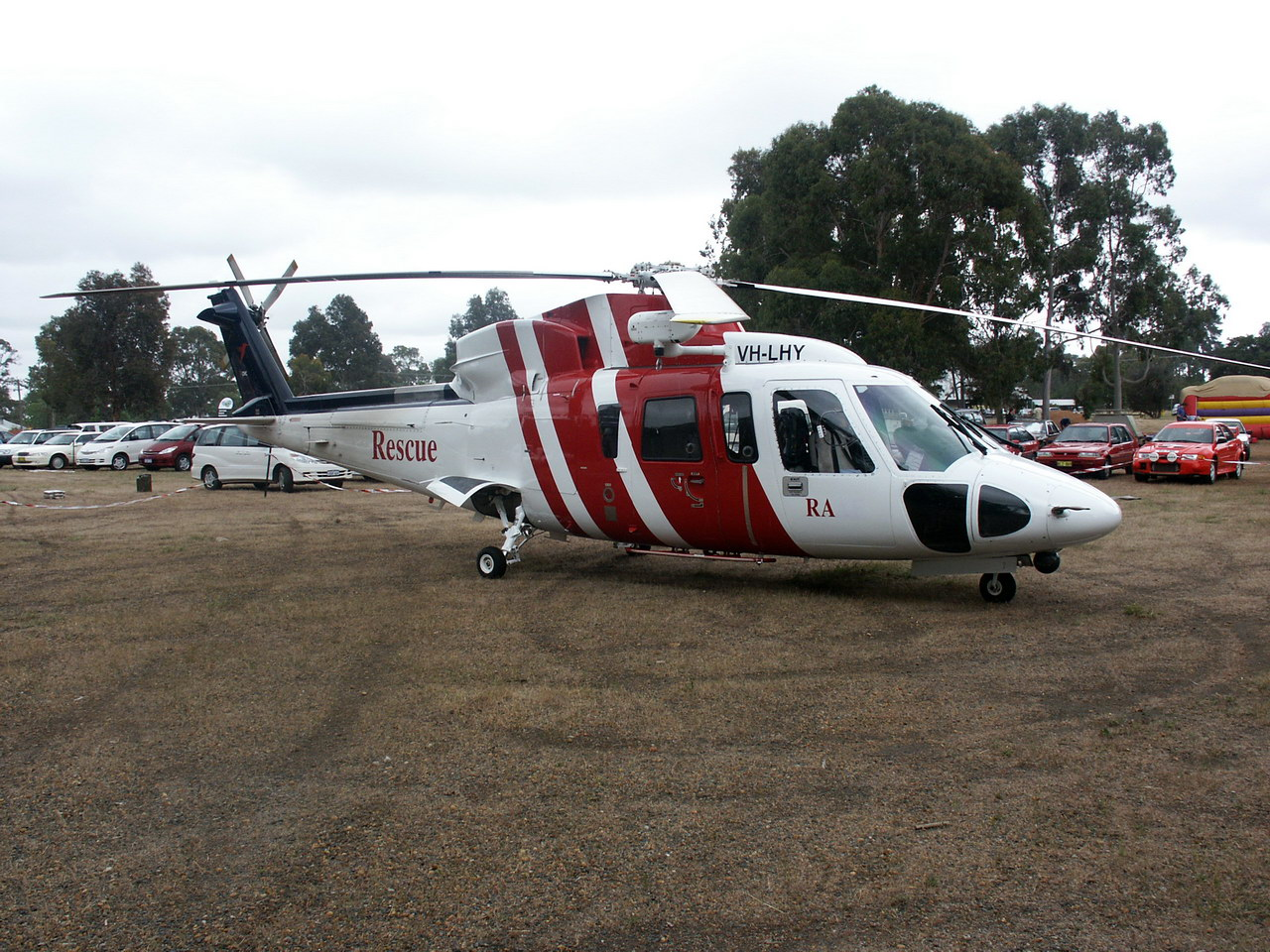
تم التعاقد CHC طائرات الهليكوبتر لتوفير القدرة على البحث والإنقاذ RAAF

تدار اللوجستية ADF من قبل DMO والقيادة اللوجستية المشتركة. تم إنشاء DMO في عام 2000 عن طريق دمج ADF لدعم القيادة أستراليا مع إدارة شعبة دعم الدفاع الوطني اقتناء منظمة والدفاع. وDMO بشراء جميع أشكال المعدات والخدمات التي يستخدمها ADF، وهي أيضا مسؤولة عن الحفاظ على هذه المعدات طوال حياته من نوع.
وDMO ليست مسؤولة عن توريد مباشرة حدات ADF نشرها. هذه هي مسؤولية القيادة اللوجستية المشتركة والوحدات اللوجستية خدمة واحدة وتشمل. هذه الوحدات أنظمة القيادة وتجديد السفن البحرية، ومكافحة 17 التابعة للجيش اللواء دعم الخدمة وكتائب دعم الخدمة القتالية، ومجموعة الدعم القتالي RAAF.
تزايد دور القطاع الخاص يشكل اتجاها هاما في الترتيبات اللوجستية لADF. خلال 1990 العديد من وظائف الدعم في ADF ونقلوا إلى القطاع الخاص لتحسين الكفاءة التي كانوا المقدمة. منذ هذه الإصلاحات معظم خدمات دعم «حامية» في قواعد عسكرية قدمت من قبل شركات خاصة. الإصلاحات أدت أيضا إلى العديد من الوحدات اللوجستية ADF ويجري حلها أو تخفيض في الحجم. ومنذ هذا الوقت بشكل متزايد تم التعاقد مع شركات خاصة لتقديم الدعم الحاسم للوحدات ADF المنتشرة خارج أستراليا. وقد شمل هذا الدعم نقل المعدات والأفراد وبناء وتوريد القواعد.

## الاستخبارات العسكرية

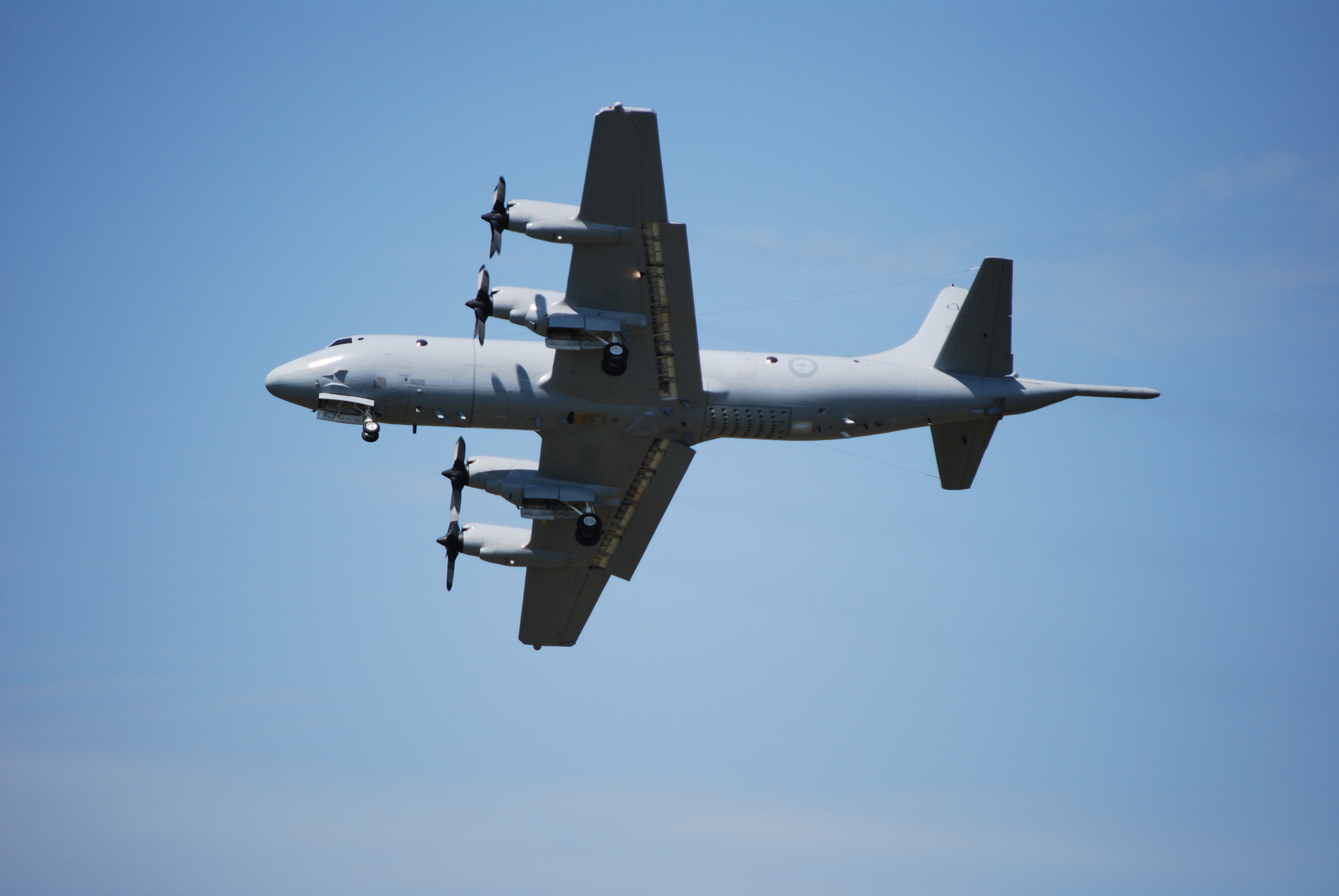
طائرة سلاح الجوي الملكي الأسترالي AP-3C أوريون. يتم تجهيز هذه الطائرات مع إشارات متقدمة الاستخبارات وإشارات إلكترونية أجهزة الاستخبارات.

وتشمل قدرات جمع المعلومات الاستخبارية وتحليلها قوة الدفاع الأسترالية في كل من أنظمة الخدمات "وحدات الاستخبارات، واثنين من وكالات جمع المعلومات الاستخباراتية المدنية العسكرية المشتركة ومنظمتين تحليل المعلومات الاستخبارية الاستراتيجية وعلى مستوى العمليات.
كل من خدمات ثلاثة لديه أصول استخبارات خاص بها. تنص عقيدة RAN أن «جميع الوحدات البحرية» المساهمة في جمع المعلومات الاستخباراتية وكثير من سفن RAN وقادرون على جمع الاتصالات والإرسال الإلكترونية. وغواصات كولينز هي فعالة بشكل خاص في هذا الدور. وتشمل وحدات الاستخبارات والجيش الكتيبة 1 الاستخبارات، فوج 7 الإشارة (الحرب الالكترونية)، وثلاث وحدات مراقبة القوة الإقليمية وفوج الخدمة الجوية الخاصة. والمراقبين RAAF المجال الجوي من أستراليا والدول المجاورة باستخدام نظام Vigilare، الذي يجمع بين المدخلات من فإن Jindalee شبكة الرادار التشغيلي للخدمة، وغيرها من رادارات الدفاع الجوي قوة الدفاع الأسترالية (بما في ذلك النظم المحمولة جوا والبحرية) ورادارات مراقبة الحركة الجوية المدنية. وRAAF ل وتشمل الأصول الاستخبارات الأخرى رقم 87 وسرب طائرات AP-3 أوريون التي يشغلها الجناح رقم 92.
مخابرات الدفاع والأمن ضمن مجموعة وزارة الدفاع تدعم الخدمات وتتعاون مع وكالات الاستخبارات المدنية داخل المجتمع الأسترالي. تتكون هذه المجموعة من صور والجغرافية المكانية منظمة الدفاع (DIGO)، مديرية إشارات الدفاع (DSD) ومنظمة الدفاع الاستخبارات (DIO). وDIGO هو المسؤول عن الاستخبارات الجغرافية المكانية وإنتاج الخرائط لADF، وDSD هو وكالة الاستخبارات إشارات أستراليا وDIO هي المسؤولة عن تحليل المعلومات الاستخباراتية التي جمعتها وكالات الاستخبارات الأخرى. ومقرها الوكالات الثلاث في كانبيرا، على الرغم من أن DIGO والموظفين في Bendigo ويحافظ على DSD عدة مرافق جمع إشارات دائمة في مواقع أخرى.
يشمل DSD مركز عمليات الأمن السيبراني (CSOC) وهو المسؤول عن حماية الدفاع والوكالات الحكومية الأسترالية الأخرى ضد هجمات الحرب الإلكترونية. تأسست CSOC في يناير 2010 ويعمل بشكل مشترك من قبل DSD، أقسام أخرى من ADO، إدارة النائب العام، منظمة الاستخبارات الامنية الأسترالية والشرطة الاتحادية الأسترالية. وخلافا لجيش الولايات المتحدة، وADF يفعل لا الطبقة الحرب الإلكترونية باعتبارها مجال منفصل للحرب.

## أفراد
وكان الجيش الأسترالي قوة من المتطوعين منذ إلغاء التجنيد في 1972. [93] كل من النساء والرجال يمكن الانخراط في ADF، وإن كانت هناك بعض القيود على المواقف التي يمكن للمرأة أن يملأ. [94] بشكل عام، فقط يمكن تجنيد المواطنين الأستراليين في ADF الرغم تقبل المقيمين الدائمين في «ظروف استثنائية». [95] الحد الأدنى للسن هو 17 مجندين وسن التقاعد هو 60 للموظفين دائمين و 65 لجنود الاحتياط. [94] [96]

## نفقات الدفاع والمشتريات
```
7.1 الإنفاق الجاري
7.2 طويل الأجل مشاريع الشراء
```